# Jeżów (Końskie)
Pour les articles homonymes, voir Jeżów.
Jeżów est une localité polonaise de la gmina et du powiat de Końskie en voïvodie de Sainte-Croix.